# I'll Never Drink Again
"I'll Never Drink Again" is een nummer van de Nederlandse zanger Alexander Curly. Het verscheen op zijn album For What It's Worth uit 1973. In 1972 werd het al uitgebracht als de derde single van het album.

## Achtergrond
"I'll Never Drink Again" is geschreven door Curly onder zijn echte naam Harm Breemer en geproduceerd door Bert van Rheenen. Het arrangement is afkomstig van Harry van Hoof. Het gaat over een man die na een avond drinken zich niets meer kan herinneren, en hierop zweert dat hij nooit meer zal drinken of roken. Het nummer is ontstaan in Bangkok, waar Curly korte tijd verbleef in verband met zijn toenmalige werk als KLM-steward. In een interview met de krant Het Vrije Volk vertelde hij hierover: "In een bemanningsverblijf op zo'n tussenstation wordt een stevige neut gedronken. Ik was de vorige avond in Bangkok weer goed dronken geweest en zat de volgende morgen met een stevige kater. Ik dacht toen wat vele mannen denken: ik drink nooit meer. En toen ontstond dat lied."
Het team achter "I'll Never Drink Again" had het succes niet direct verwacht. Van Rheenen vertelde hierover: "De kosten liepen nogal uit de hand. Cor Aaftink, bij Negram verantwoordelijk voor wat er in de studio gebeurde, belde me boos op. Het gesprek was zo hevig dat ik het vliegtuig naar Spanje nam. Harm, als steward werkzaam bij de KLM, reisde me achterna en sliep bij me op de kamer. Onverwacht kregen we een telegram van die zelfde Cor Aaftink. We moesten zo snel mogelijk terug naar Nederland om een album te maken. 'I'll Never Drink Again' was een hit aan het worden, lazen we in het telegram."
Ter promotie van de single speelde Curly "I'll Never Drink Again" in het televisieprogramma Op losse groeven. Het werd een groot succes en zorgde voor zijn doorbraak. In Nederland werd het een nummer 1-hit in zowel de Top 40 als de Daverende Dertig, terwijl in Vlaanderen de tweede plaats in een voorloper van de Ultratop 50 werd gehaald. De single werd ook in een aantal andere landen uitgebracht, maar behaalde hier geen succes. Er werd tevens een Duitse versie van het nummer gemaakt met de titel "Ich trinke nie mehr".

## Hitnoteringen

### Nederlandse Top 40
| Hitnotering: 26-08-1972 t/m 18-11-1972 | Hitnotering: 26-08-1972 t/m 18-11-1972 | Hitnotering: 26-08-1972 t/m 18-11-1972 | Hitnotering: 26-08-1972 t/m 18-11-1972 | Hitnotering: 26-08-1972 t/m 18-11-1972 | Hitnotering: 26-08-1972 t/m 18-11-1972 | Hitnotering: 26-08-1972 t/m 18-11-1972 | Hitnotering: 26-08-1972 t/m 18-11-1972 | Hitnotering: 26-08-1972 t/m 18-11-1972 | Hitnotering: 26-08-1972 t/m 18-11-1972 | Hitnotering: 26-08-1972 t/m 18-11-1972 | Hitnotering: 26-08-1972 t/m 18-11-1972 | Hitnotering: 26-08-1972 t/m 18-11-1972 | Hitnotering: 26-08-1972 t/m 18-11-1972 | Hitnotering: 26-08-1972 t/m 18-11-1972 |
| Week                                   | 1                                      | 2                                      | 3                                      | 4                                      | 5                                      | 6                                      | 7                                      | 8                                      | 9                                      | 10                                     | 11                                     | 12                                     | 13                                     |                                        |
| -------------------------------------- | -------------------------------------- | -------------------------------------- | -------------------------------------- | -------------------------------------- | -------------------------------------- | -------------------------------------- | -------------------------------------- | -------------------------------------- | -------------------------------------- | -------------------------------------- | -------------------------------------- | -------------------------------------- | -------------------------------------- | -------------------------------------- |
| Nummer                                 | 35                                     | 23                                     | 8                                      | 5                                      | 2                                      | 1                                      | 1                                      | 2                                      | 4                                      | 7                                      | 12                                     | 24                                     | 40                                     | uit                                    |

### Parool Top 20
| Hitnotering: 02-09-1972 t/m 11-11-1972 | Hitnotering: 02-09-1972 t/m 11-11-1972 | Hitnotering: 02-09-1972 t/m 11-11-1972 | Hitnotering: 02-09-1972 t/m 11-11-1972 | Hitnotering: 02-09-1972 t/m 11-11-1972 | Hitnotering: 02-09-1972 t/m 11-11-1972 | Hitnotering: 02-09-1972 t/m 11-11-1972 | Hitnotering: 02-09-1972 t/m 11-11-1972 | Hitnotering: 02-09-1972 t/m 11-11-1972 | Hitnotering: 02-09-1972 t/m 11-11-1972 | Hitnotering: 02-09-1972 t/m 11-11-1972 | Hitnotering: 02-09-1972 t/m 11-11-1972 | Hitnotering: 02-09-1972 t/m 11-11-1972 |
| Week                                   | 1                                      | 2                                      | 3                                      | 4                                      | 5                                      | 6                                      | 7                                      | 8                                      | 9                                      | 10                                     | 11                                     |                                        |
| -------------------------------------- | -------------------------------------- | -------------------------------------- | -------------------------------------- | -------------------------------------- | -------------------------------------- | -------------------------------------- | -------------------------------------- | -------------------------------------- | -------------------------------------- | -------------------------------------- | -------------------------------------- | -------------------------------------- |
| Nummer                                 | 20                                     | 13                                     | 5                                      | 1                                      | 1                                      | 1                                      | 3                                      | 3                                      | 7                                      | 10                                     | 17                                     | uit                                    |

### NPO Radio 2 Top 2000
| Nummer met noteringen in de NPO Radio 2 Top 2000 | '00  | '01 | '02  | '03  | '04  | '05  | '06  | '07  | '08  |
| ------------------------------------------------ | ---- | --- | ---- | ---- | ---- | ---- | ---- | ---- | ---- |
| I'll Never Drink Again                           | 1217 | 943 | 1263 | 1469 | 1123 | 1539 | 1842 | 1211 | 1401 |

1. ↑  Een vetgedrukt getal geeft de hoogste notering aan.
2. ↑  2000 was het eerste jaar met een notering voor dit nummer.
3. ↑  Deze tabel is bijgewerkt tot en met de laatste editie (2024).